# هيلين كارجيل طومسون
هيلين كارجيل طومسون (12 ديسمبر 1933 - 28 سبتمبر 2020)، كانت عالمة إسكتلندية وأمينة مكتبة وجامعة أعمال فنية وداعمة للمنظمات التعليمية والفنية والتراثية.

## حياة مهنية
عملت طومسون لمدة عشر سنوات كعالم أبحاث، ثم غيرت حياتها المهنية استجابة لحملة لتجنيد علماء للعمل في المكتبات كمسؤولين للمعلومات. في عام 1970م بدأت تدريبها على المكتبات في مكتبة أندرسون في جامعة ستراثكلايد. في 5 أغسطس 1982م، أصبحت رئيسة قسم المراجع والمعلومات الجديد بمكتبة أندرسون، وهو المنصب الذي شغلته حتى تقاعدها في عام 1999م.